# Urgleptes amoenulus
Urgleptes amoenulus là một loài bọ cánh cứng trong họ Cerambycidae.